# Aqa Mirak

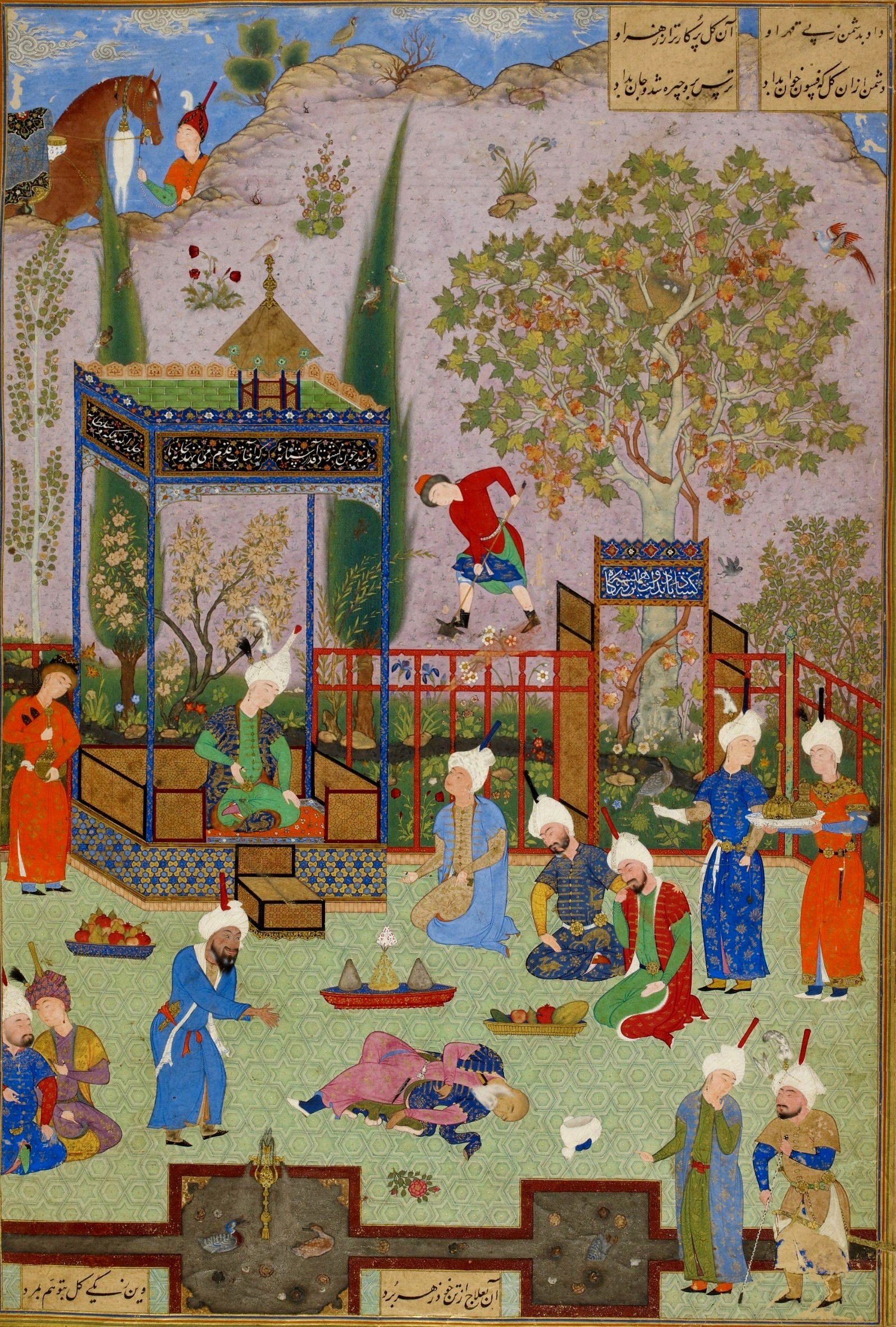
De ruzie van de twee artsen door Aqa Mirak, 1539-43.

Aqa Mirak (fl. 1520 - Qazvin, 1576) was een Perzische illustrator en schilder.

## Leven
Aqa Mirak was een schilder, hofleverancier en metgezel van de Safavid shah Tahmasp I en was in de hedendaagse kringen goed bekend. Oorspronkelijk woonde hij in Tabriz, reisde hij en woonde hij in Mashhad tussen 1555 en 1565, en Qazvin van 1565 tot zijn dood.

## Werken
De eigentijdse kroniekschrijver Dust Mohammed zei dat Aqa Mirak samen met Mir Musavvir muurschilderingen maakte voor het paleis van prins Sam Mirza in Tabriz en illustraties voor koninklijke handschriften waaronder de Shahnameh van Tahmasp, een prachtig exemplaar van Firdawsi Shahnameh ( 'Boek der koningen') en Nizami's Khamsa ('Vijf gedichten'). Qazi Ahmad schreef dat Aqa Mirak "geen gelijke had in artistiek ontwerp en een onvergelijkbare schilder was, erg slim, verliefd op zijn kunst, een levensgenieter, een intieme [van de sjah] en een wijze". Een manuscript van de Khamsa gedaan tussen 1539 en 1543 heeft vier illustraties met attributies aan Aqa Mirak. Dickson en Welch hebben andere schilderijen toegeschreven aan Aqa Mirak in het monumentale kopie van de Shahnama gemaakt Tahmasp, en hebben deze toeschrijvingen gebruikt om vier perioden in het leven van de kunstenaar te bepalen.

## Stijl
De werken die in de jaren 1520 aan een jeugdige periode werden toegeschreven, hebben strak gecomponeerde landschappen, bewoond door enkele grootschalige figuren. Een overgangsperiode in het begin van de jaren 1530 werd gevolgd door volwassen werken geproduceerd uit de late jaren 1530 tot ca. 1555, waarin de composities complexer zijn en de kleuring subtieler. Naar de mening van Dickson en Welch keerde de kunstenaar aan het eind van zijn leven terug naar zijn jeugdige stijl in twee schilderijen voor Ibrahim Mirza's kopie van Jami's Haft Awrang ('Zeven tronen'), geproduceerd tussen 1556 en 1565. 

## Galerij

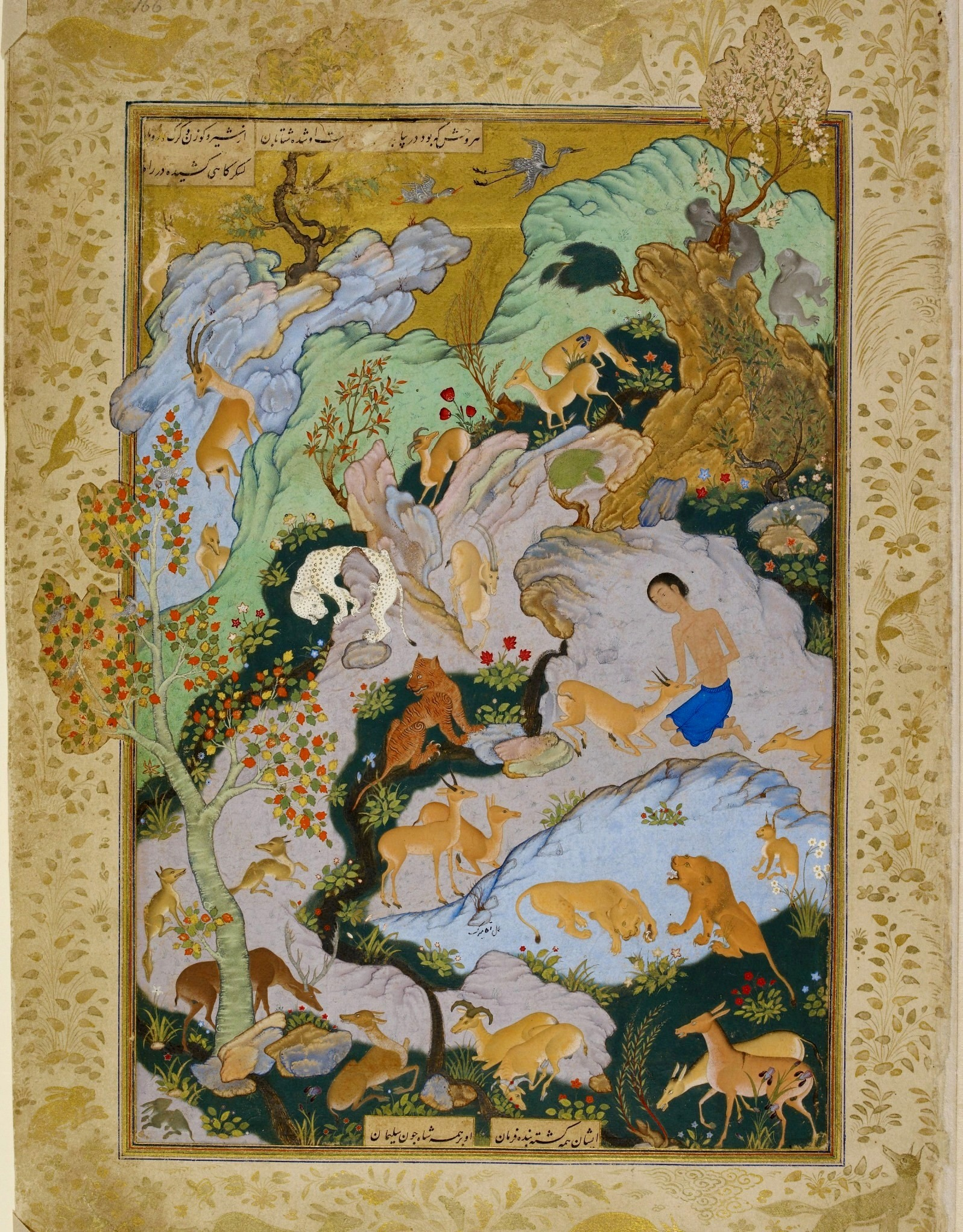
Majnun in de woestijn van Layla en Majnun (1543-44)
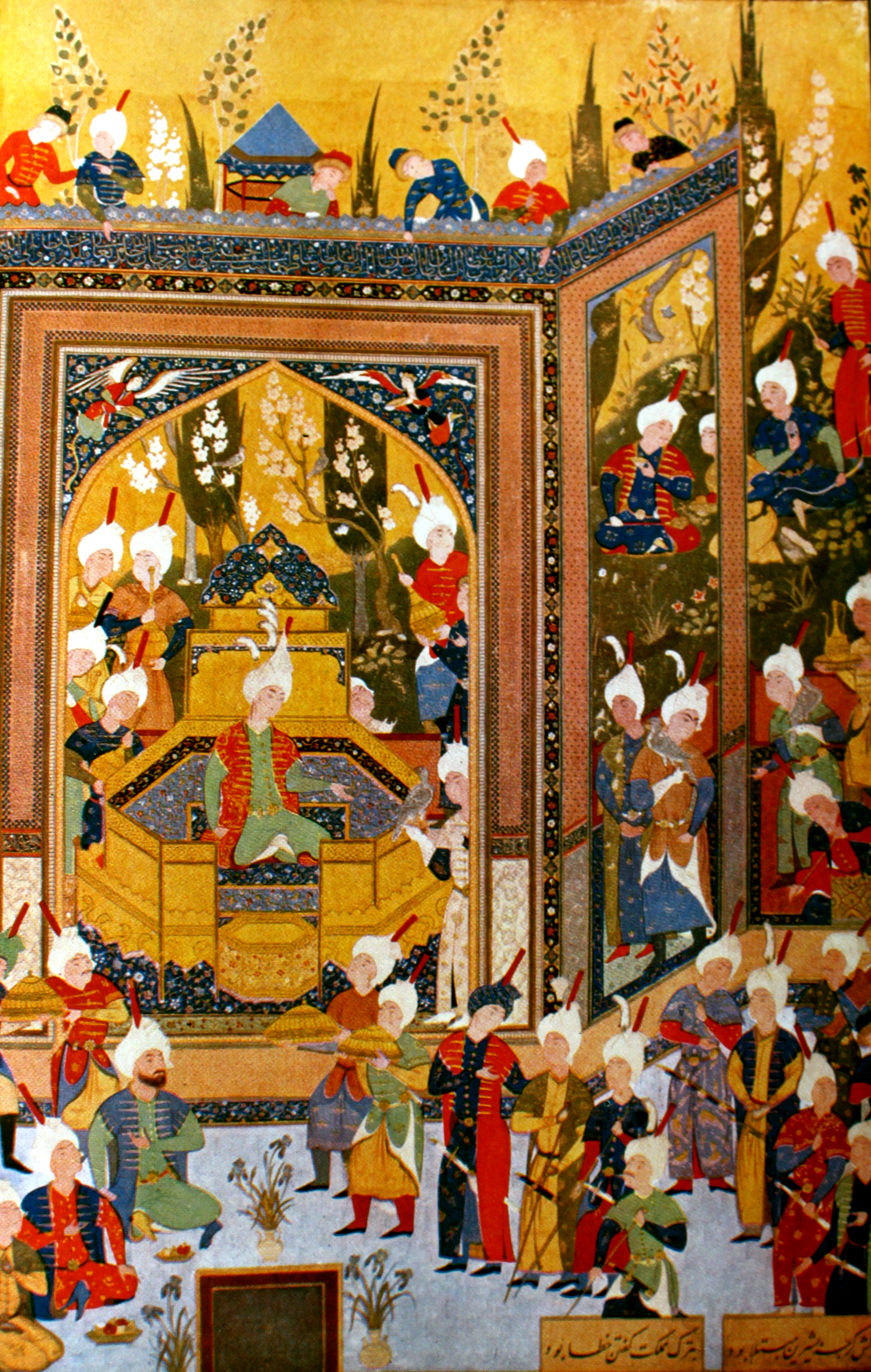
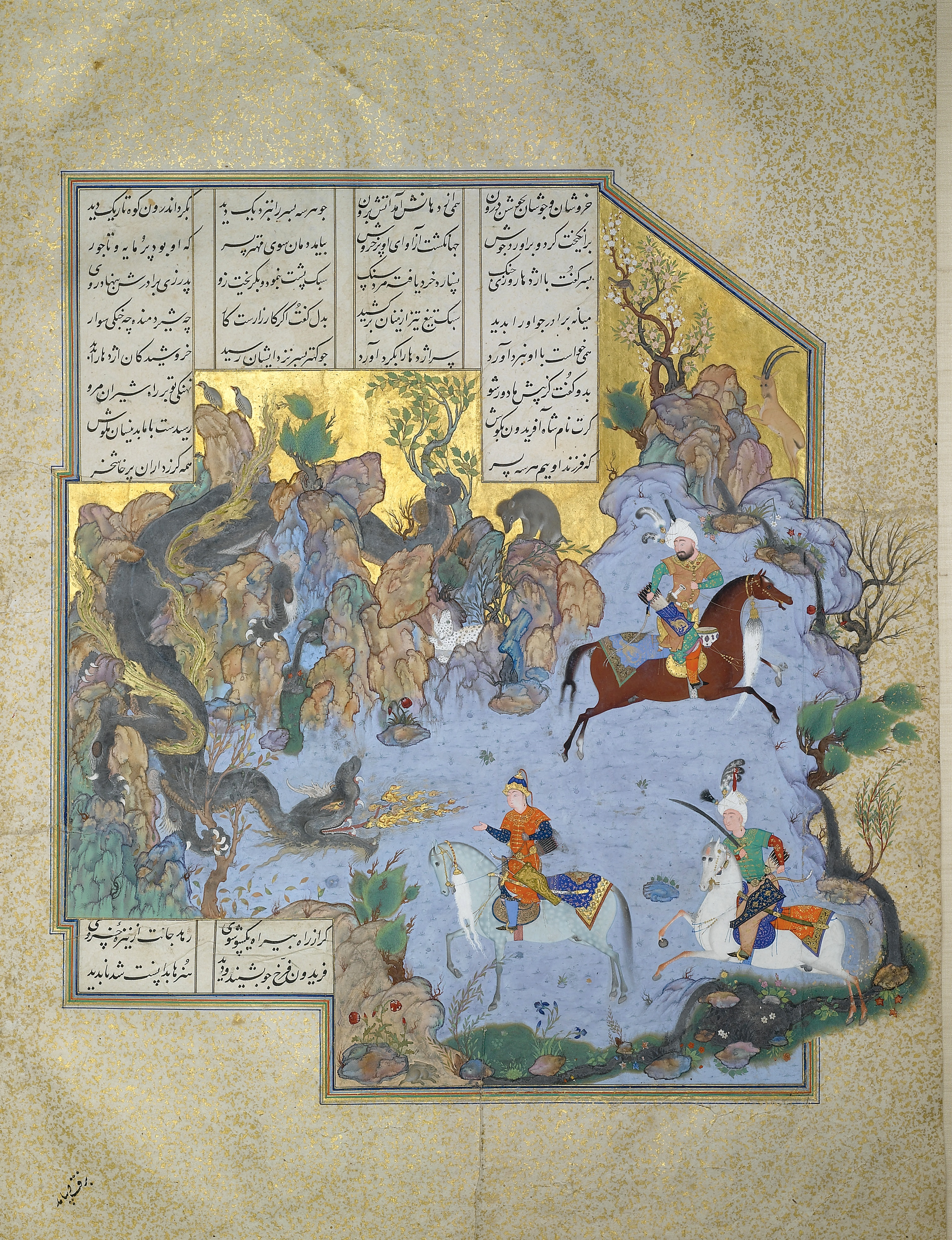
Faridun onder het mom van een draak test zijn zonen, van de Shah-naam van Shah Tahmasp, toegeschreven aan Aqa Mirak (circa 1525-35)

## Referentie
Dit artikel of een eerdere versie ervan is een (gedeeltelijke) vertaling van het artikel Aqa Mirak op de Engelstalige Wikipedia, dat onder de licentie Creative Commons Naamsvermelding/Gelijk delen valt. Zie de bewerkingsgeschiedenis aldaar.
- Gemeinsame Normdatei: 101799143X
- Union List of Artist Names: 500116668
- Virtual International Authority File: 96546060